# Guldensporenstadion
Het Guldensporenstadion is een voetbalstadion gelegen in Kortrijk. KV Kortrijk speelt in dat stadion zijn thuiswedstrijden. Het stadion heeft een capaciteit van 9.399 plaatsen, waarvan bijna 5.749 zitplaatsen.

## Naamgeving
Het Guldensporenstadion is genoemd naar de Guldensporenslag, die plaatsvond op 11 juli 1302.

## Geschiedenis
Kort na de Tweede Wereldoorlog besloot de Kortrijkse gemeentelijke overheid om de oude tribune die langsheen het voetbalveld was opgetrokken af te breken en er een voetbalstadion op te richten. In deze naoorlogse periode was het erg moeilijk om de noodzakelijke fondsen hiervoor te verwerven alsook om de benodigde bouwmaterialen te vinden, waardoor de stad moest beroep doen op giften en vrijwilligerswerk van arbeiders en ondernemers.
De architect Maurice Delahousse van het bureau Stabilis NV ontwierp de plannen voor het nieuwe stadion. De vennootschap Gebroeders Vanhee werd vervolgens aangeduid voor de realisatie. De werkzaamheden duurden ongeveer vijftien maanden, waarna het stadion werd ingehuldigd op 17 augustus 1947. De totale bouwkosten lagen rond de 2 000 000 Belgische frank, zo'n € 50 000, een enorme som in die tijd.
In januari 1988 werd de toeschouwerszaal langsheen het terrein afgebroken en vervangen door een nieuwe tribune. Deze beslissing kwam er na het Heizeldrama waarna de UEFA nieuwe veiligheidsnormen oplegde in voetbalstadions. Op 17 augustus 1988 was de nieuwe tribune afgewerkt waarna gedurende drie jaar renovatiewerken begonnen. De totale kosten om het stadion te vernieuwen, lagen rond de 72 miljoen Belgische frank (zo'n € 1 800 000) en werden gedeeld tussen de stad Kortrijk (55 miljoen) en de club (17 miljoen). Na afronding van deze werken was de capaciteit van het stadion verhoogd naar zo'n 15.000 plaatsen.
Gedurende de daaropvolgende jaren werd het aantal beschikbare plaatsen verminderd. Een tribune langs een van de lange zijdes van het veld, tegenover de hoofdtribune, moest gesloten worden ten gevolge van betonrot. Hierdoor daalde de totale capaciteit van het stadion naar slechts 6 896 plaatsen. Deze tribune werd gerenoveerd in 2008, toen KV Kortrijk terug opgeklommen was naar Jupiler Pro League, de Belgische Eerste Klasse. Het stadion telt op vandaag 9 399 plaatsen, waarvan 5 749 zitplaatsen.
Op 25 maart 2022 vond voor de eerste maal in het Guldensporenstadion een interland plaats tussen twee A-teams. Zuid-Afrika nam het op tegen Guinee tijdens een oefenwedstrijd.

## Ligging
Het Guldensporenstadion is gelegen tussen de Meensesteenweg (ingang bezoekers) en de Moorseelsestraat (ingang thuisploeg) in Kortrijk.
Aan de achterkant van het stadion is er een oefenveld, waar KV Kortrijk zijn trainingen afwerkt met ernaast het themacafé De Kouter. Onder tribune 1 van het stadion is Club 19 gevestigd. Deze receptiezaal bevat een restaurant waartoe de abonnees van de outside seats gratis toegang krijgen.

## Toekomst
Er zijn reeds vergevorderde plannen van KV Kortrijk voor de bouw van een nieuw voetbalstadion op industrieterrein Evolis naast de E17 in Kortrijk. Stad Kortrijk zou gronden ter beschikking stellen via de Intercommunale Leiedal aan een PPS-constructie.
De publiek-private samenwerking zou lopen tussen Leiedal en een aantal privé-investeerders voor een geschatte kostprijs van 50 miljoen euro. Vincent Tan, eigenaar van KV Kortrijk gaf eerder al aan niet te willen investeren in het nieuwe stadion.
Het zou gaan om een stadion van zo'n 12.000 zitjes en 20 VIP-loges. Daarnaast zou er een grote parking en een stalling voor 3.000 fietsen gebouwd worden.
De werken zouden beginnen in 2024. Dan zou KV Kortrijk vanaf 2026 in het nieuwe stadion zijn thuismatchen kunnen afwerken en het Guldensporenstadion verlaten.

## Bereikbaarheid
Het Guldensporenstadion ligt vlak bij de kleine stadsring R36 en is via de Meensesteenweg ook rechtstreeks verbonden met de grote ring rond Kortrijk, de R8.
Via het openbaar vervoer is het Guldensporenstadion rechtstreeks bereikbaar via stadslijnen 4 en 6.
AFAS-stadion Achter de Kazerne (KV Mechelen) ·
Bosuilstadion (Antwerp FC) ·
Cegeka Arena (KRC Genk) ·
Edmond Machtensstadion (RWDM) ·
Ghelamco Arena (KAA Gent) ·
Guldensporenstadion (KV Kortrijk) ·
Jan Breydelstadion (Cercle Brugge · Club Brugge) ·
Joseph Marienstadion (Union Sint-Gillis) ·
Kehrwegstadion (KAS Eupen) ·
King Power at Den Dreef Stadion (OH Leuven) ·
't Kuipje (KVC Westerlo) ·
Lotto Park (RSC Anderlecht) ·
Maurice Dufrasnestadion (Standard Luik) ·
Stade du Pays de Charleroi (Sporting Charleroi) ·
Stayen (STVV)